# Trevoh Chalobah
Trevoh Thomas Chalobah (Freetown, 5 de julho de 1999) é um futebolista inglês nascido em Serra Leoa que atua como zagueiro. Atualmente, joga pelo Chelsea.

## Clubes
Chegou ao Chelsea em 2007, aos 8 anos de idade. Assinou o primeiro contrato profissional em junho de 2016 e renovou o vínculo 2 anos depois.
Foi relacionado por Antonio Conte para a final da FA Cup de 2017–18 contra o Manchester United, mas não entrou em campo.

### Empréstimos
Para dar mais experiência a Chalobah, o Chelsea emprestou o zagueiro para o Ipswich Town, pelo qual fez sua estreia como profissional em agosto de 2018, contra o Blackburn Rovers. Duas semanas depois fez seu primeiro gol, no empate em 1 a 1 com o  Aston Villa. Durante sua passagem pelos Tractor Boys, o zagueiro (que atuou no meio-campo) atuou em 43 jogos, não evitando o rebaixamento do clube à League One.
Voltou ao Chelsea em 2019 e renovou o contrato até 2022, mas foi novamente emprestado pelos Blues, desta vez para o Huddersfield Town, estreando contra o Lincoln City pela Copa da Liga Inglesa, atuando os 90 minutos. Seu único gol com a camisa dos Terriers foi contra o Cardiff City, mas não evitou a derrota por 2 a 1. Contabilizando EFL Championship, Copa da Inglaterra e Copa da Liga, foram 38 partidas disputadas.
Em 2020, foi emprestado pela terceira vez pelo Chelsea, desta vez para o Lorient, em sua primeira experiência fora do futebol inglês. A estreia do zagueiro pelos Merlus foi contra o Lens, que venceu por 3 a 2. Em 30 jogos (29 pela Ligue 1 de 2020–21 e um pela Copa da França), Chalobah fez 2 gols (contra Dijon e Strasbourg).

### Volta ao Chelsea
Reintegrado ao elenco principal do Chelsea, Chalobah disputou seu primeiro jogo oficial como atleta dos Blues na Supercopa da UEFA de 2021, deixando o veterano brasileiro Thiago Silva no banco de reservas. O Chelsea venceu o Villarreal nos pênaltis (6 a 5), e o zagueiro teve sua atuação elogiada.
Marcou seu primeiro gol pelo Chelsea na vitória por 3 a 0 sobre o Crystal Palace.

### Empréstimo ao Crystal Palace
Em 30 de agosto de 2024, foi emprestado para o Crystal Palace.

## Carreira internacional
Nascido em Freetown, capital de Serra Leoa, atuou pelas seleções de base da Inglaterra entre 2014 e 2019, vencendo a Eurocopoa Sub-19 em 2017.

## Vida pessoal
É irmão do volante Nathaniel Chalobah, que também jogou pelo Chelsea (15 jogos entre 2010 e 2017) e com passagens pelas seleções de base e principal da Inglaterra.

## Estatísticas
Atualizadas até 23 de setembro de 2021.[carece de fontes?]
| Clube             | Temporada         | Campeonato Nacional | Campeonato Nacional | Campeonato Nacional | Copa Nacional | Copa Nacional | Copa Nacional | Competições continentais | Competições continentais | Competições continentais | Outros torneios | Outros torneios | Outros torneios | Total | Total | Total   |
| Clube             | Temporada         | Jogos               | Gols                | Assist.             | Jogos         | Gols          | Assist.       | Jogos                    | Gols                     | Assist.                  | Jogos           | Gols            | Assist.         | Jogos | Gols  | Assist. |
| ----------------- | ----------------- | ------------------- | ------------------- | ------------------- | ------------- | ------------- | ------------- | ------------------------ | ------------------------ | ------------------------ | --------------- | --------------- | --------------- | ----- | ----- | ------- |
| Chelsea           | 2017–18           | 0                   | 0                   | 0                   | 0             | 0             | 0             | 0                        | 0                        | 0                        | —               | —               | —               | 0     | 0     | P       |
| Chelsea           | Total             | 0                   | 0                   | 0                   | 0             | 0             | 0             | 0                        | 0                        | 0                        | 0               | 0               | 0               | 0     | 0     | 0       |
| Ipswich Town      | 2018–19           | 43                  | 2                   | 1                   | 1             | 0             | 0             | —                        | —                        | —                        | —               | —               | —               | 44    | 2     | 1       |
| Ipswich Town      | Total             | 43                  | 2                   | 1                   | 1             | 0             | 0             | 0                        | 0                        | 0                        | 0               | 0               | 0               | 44    | 2     | 1       |
| Huddersfield Town | 2019–20           | 36                  | 1                   | 1                   | 2             | 0             | 0             | —                        | —                        | —                        | —               | —               | —               | 38    | 1     | 1       |
| Huddersfield Town | Total             | 36                  | 1                   | 1                   | 2             | 0             | 0             | 0                        | 0                        | 0                        | 0               | 0               | 0               | 38    | 1     | 1       |
| Lorient           | 2020–21           | 29                  | 2                   | 2                   | 1             | 0             | 0             | —                        | —                        | —                        | —               | —               | —               | 30    | 2     | 2       |
| Lorient           | Total             | 29                  | 1                   | 2                   | 1             | 0             | 0             | 0                        | 0                        | 0                        | 0               | 0               | 0               | 30    | 2     | 2       |
| Chelsea           | 2021–22           | 3                   | 1                   | 0                   | 1             | 0             | 0             | 0                        | 0                        | 0                        | 1               | 0               | 0               | 3     | 1     | 0       |
| Chelsea           | Total             | 3                   | 1                   | 0                   | 1             | 0             | 0             | 0                        | 0                        | 0                        | 1               | 0               | 0               | 3     | 1     | 0       |
| Total na carreira | Total na carreira | 111                 | 6                   | 4                   | 6             | 0             | 0             | 0                        | 0                        | 0                        | 1               | 0               | 0               | 125   | 6     | 4       |

## Títulos
Chelsea
- Copa da Inglaterra: 2017–18
- Supercopa da UEFA: 2021
- Copa do Mundo de Clubes da FIFA: 2021
- Liga Conferência da UEFA: 2024–25[21]
- Mundial de Clubes FIFA: 2025[22]

Inglaterra Sub-19
- Eurocopa Sub-19: 2017